# دايسوكي ناكامورا
دايسوكي ناكامورا (باليابانية: 中村太亮) (و. 1985 – م) هو ممثل أداء صوتي ياباني، وممثل، من اليابان، ولد في تشيبا.

## وصلات خارجية
- دايسوكي ناكامورا على موقع IMDb (الإنجليزية)
- دايسوكي ناكامورا على موقع ميوزك برينز (الإنجليزية)
- دايسوكي ناكامورا على موقع قاعدة بيانات الفيلم (الإنجليزية)
- دايسوكي ناكامورا على موقع ANN person (الإنجليزية)